# Bents Basin State Conservation Area
Bents Basin State Conservation Area är en park i Australien. Den ligger i delstaten New South Wales, i den sydöstra delen av landet, omkring 55 kilometer väster om delstatshuvudstaden Sydney.
Närmaste större samhälle är Glenmore Park, omkring 16 kilometer norr om Bents Basin State Conservation Area.
I omgivningarna runt Bents Basin State Conservation Area växer huvudsakligen savannskog. Runt Bents Basin State Conservation Area är det tätbefolkat, med 356 invånare per kvadratkilometer. Genomsnittlig årsnederbörd är 1 267 millimeter. Den regnigaste månaden är februari, med i genomsnitt 216 mm nederbörd, och den torraste är juli, med 25 mm nederbörd.